# 원현준
원현준(1980년 6월 2일 ~ )은 대한민국의 배우이다.

## 출연작

### 영화
- 《대외비》 (2023년) - 정한모 사장 역
- 《경관의 피》 (2022년) - 전용배 역
- 《괴기맨숀》 (2021년) - 배달원 역 ep.7
- 《더하우스》 (2019년) - 문무생 역
- 《신의 한 수: 귀수편》 (2019년) - 장성무당 역
- 《어린 의뢰인》 (2019년) - 종남 역
- 《암수살인》 (2018년) - 김욱철 역
- 《퍼즐》 (2018년) - 용역 1 역
- 《골든 슬럼버》 (2018년) - 자하문요원 2 역
- 《실종: 사라진아내》 (2016년) - 최상준 역
- 《암살》 (2015년) - 경성역 경찰 역
- 《용의자》 (2013년) - 정복경관 2 역
- 《밤의 여왕》 (2013년) - 동창회 친구 1 역
- 《은밀하게 위대하게》 (2013년) - 국정원 요원 E 역
- 《박수건달》 (2013년) - 태주부하들  역
- 《Mr. 아이돌》 (2011년) - 사희문 연행검사 역
- 《조선명탐정: 각시투구꽃의 비밀》 (2011년) - 궁궐수문병 역
- 《평양성》 (2011년) - 고구려 장수 역
- 《시라노; 연애조작단》 (2010년) - 덩치 1 역
- 《해결사》 (2010년) - 필호팀 형사들 역
- 《불꽃처럼 나비처럼》 (2009년)
- 《쉿! 그녀에겐 비밀이에요》 (2008년) - 경찰 1 역

### 드라마
- 《은수 좋은 날》(2025년, KBS2) - 도규만 역
- 《하이퍼나이프》 (2025년, 디즈니+) - 민 사장 역
- 《우씨왕후》 (2024년, 티빙) - 뇌음 역
- 《모래에도 꽃이 핀다》 (2023년~2024년, ENA) - 최칠성 역
- 《비질란테》 (2023년, 디즈니+)  - 남연길 역
- 《법쩐》 (2023년, SBS) - 이진호 역
- 《모범가족》 (2022년, 넷플릭스)
- 《미남당》 (2022년, KBS2) - 구태수 / 임영주 역
- 《배드 앤 크레이지》 (2021년, tvN) - 안드레이 역
- 《바람피면 죽는다》 (2020년, KBS2) - 국정원 블랙요원 역
- 《이태원 클라쓰》 (2020년, JTBC) - 김희훈 역
- 《빙의》 (2019년, OCN) - 황대두 역
- 《드라마 스페셜 - 정 마담의 마지막 일주일》 (2017년, KBS2) - 땡바리의 수하 역
- 《조선 총잡이》 (2014년, KBS2)
- 《신의 선물 - 14일》 (2014년, SBS)
- 《황금 무지개》 (2013년, MBC) - 김만원의 부하 역
- 《태양은 가득히》 (2014년, KBS2)
- 《아테나: 전쟁의 여신》 (2010년, SBS)
- 《아이리스》 (2009년, KBS2)
- 《천추태후》 (2009년, KBS2)
- 《범죄의 재구성》 (2008년, tvN) - ep.7 정남규 사건 / ep.9 정두영사건 👮‍♂️ 홍상민 형사 역

## 수상 및 후보
| 연도 | 시상식              | 부문                 | 작품               | 결과 |
| ---- | ------------------- | -------------------- | ------------------ | ---- |
| 2020 | 제56회 백상예술대상 | 영화부문 남자 조연상 | 신의 한 수: 귀수편 | 후보 |